# Tiarinion fulvus
Tiarinion fulvus är en kräftdjursart som beskrevs av Sueo M. Shiino 1942. Tiarinion fulvus ingår i släktet Tiarinion och familjen Entoniscidae.
Artens utbredningsområde är havet kring Japan. Inga underarter finns listade i Catalogue of Life.